# Caroline Lucas

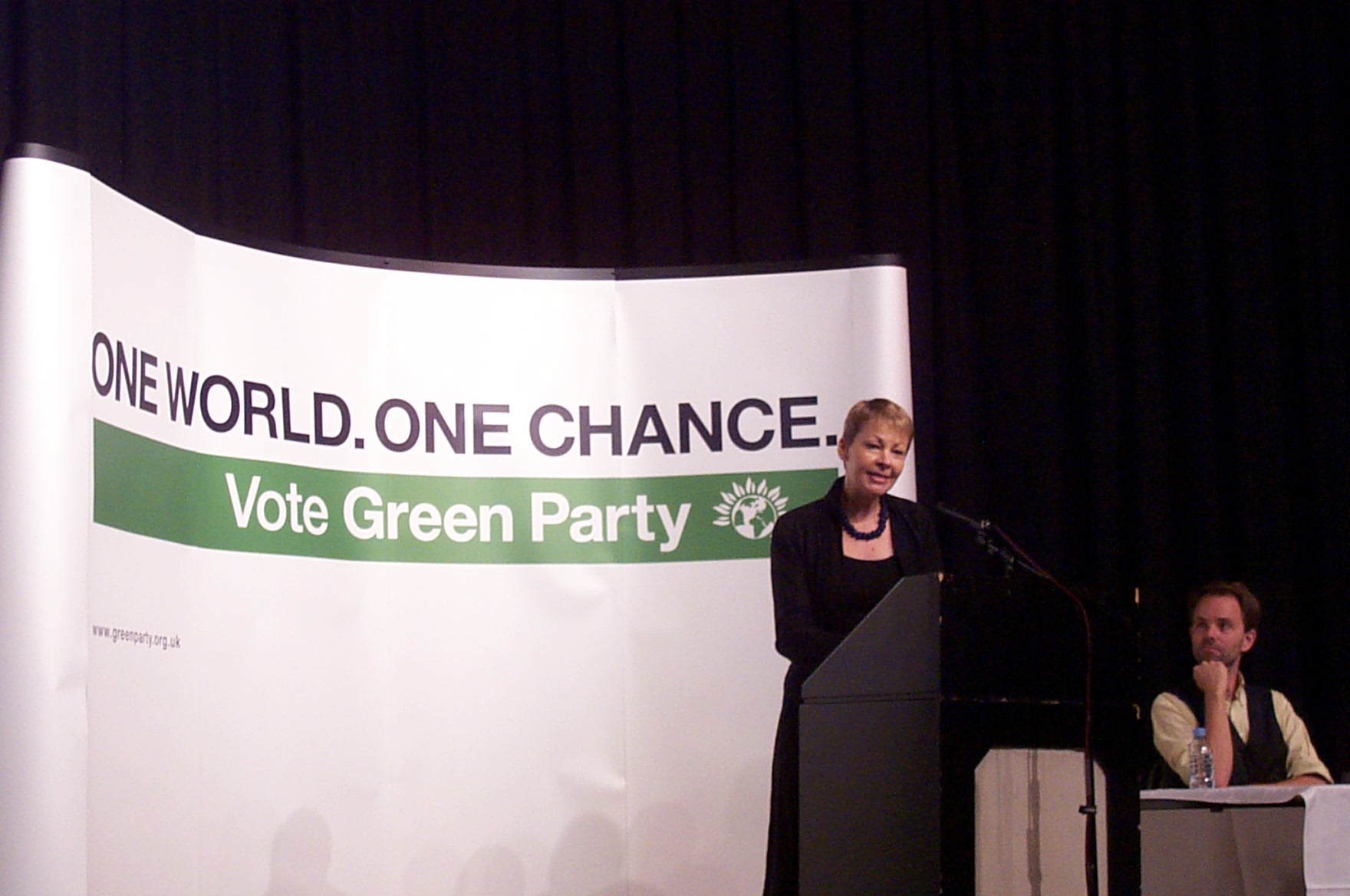
2006. szeptember 23-án, amint vitaindító beszédet tart az Anglia és Wales Zöld Pártja őszi konferenciáján (mellette Rupert Read)

Caroline Patricia Lucas (Malvern, Worcestershire, 1960. december 9.) brit politikus.
Anglia és Wales Zöld Pártjának vezetője volt 2008 és 2012 között. Az Európai Parlamentben a Délkelet-Anglia régió képviselője volt 1999 és 2010 között.
Caroline Lucas és Jean Lambert ketten tagjai az Európai Parlamentnek az Egyesült Királyság zöld pártjából. A 2010-es angliai parlamenti választásokon Caroline Lucas vezeti a zöld pártot, nyolc ponttal többet kapott mint riválisai.
1986-ban csatlakozott a brit zöld párthoz. 1999-ben került be az Európai Parlamentbe. 2008 júliusában csatlakozott a Zöld New Dealhez. A Zöld New Deal szerzői: Larry Elliott, Colin Hines, Tony Juniper, Jeremy Leggett, Caroline Lucas, Richard Murphy, Ann Pettifor, Charles Secrett, Andrew Simms.

## Külső hivatkozások
- Caroline Lucas oldala